# Ribeira das Nove
A Ribeira das Nove é um curso de água português, localizado na freguesia açoriana de Santa Bárbara, concelho de Angra do Heroísmo, ilha Terceira, arquipélago dos Açores, dentro das coordenadas geográficas de Latitude de 38° 68' Norte e na Longitude de 27° 35' Oeste.
Este curso de água que se inicia a uma cota de altitude de 700 metros, encontra-se geograficamente localizado na parte Oeste da ilha Terceira e tem a sua origem nos contrafortes do vulcão da Serra de Santa Bárbara, a maior formação geológica da ilha Terceira que se eleva a 1021 metros acima do nível do mar e faz parte de bacia hidrográfica gerada pela própria montanha.
O seu percurso fá-la passar junto ao Pico das Dez e atravessar a freguesia de Santa Bárbara antes de se lançar no mar do cimo de uma falésia com cerca de 170 metros de altura dando desta forma origem a uma cascata costeira.